# Безверхий Іван Феоктистович
Іва́н Феокти́стович Безве́рхий (нар. 1886, Пологи, Ковалівська волость (Васильківський повіт), Васильківський повіт, Київська губернія — пом. ?) — військовик, штабс-капітан.

## Життєпис

### Освіта
Навчався у чоловічій гімназії у місті Златопіль, яку успішно закінчив (випуск 1906 року, атестат № 610).
1910 року у званні портупей-юнкер закінчив Казанське військове училище, 6 серпня 1910 року отримав звання підпоручик з вислугою з 6 серпня 1909 року і скерований у 15-й стрілецький Його Величності Князя Чорногорського Миколи I полк.

### Військова діяльність
З 1910 року служить у званні підпоручик у 15-му стрілецькому Його Величності Князя Чорногорського Миколи I полку.
25 листопада 1913 року як підпоручик 15-го стрілецького Його Величності Князя Чорногорського Миколи I полку отримує звання поручик з вислугою з 6 серпня 1913 року.
З вибухом  Першої світової війни неодноразово відзначається у битвах, за що отримує державні нагороди.
19 березня 1916 року як поручик 15-го стрілецького Його Величності Князя Чорногорського Миколи I полку отримує звання штабс-капітан з вислугою з 19 липня 1915 року.
У Збройних Силах Півдня Росії. Потрапив в полон до більшовиків і з 1920 року на особливому обліку в Україні. Подальша доля невідома.

## Нагороди
- Орден Святого Володимира 4 ступеня з мечами та бантом (11 лютого 1915 року за відзнаку в битвах з ворогом)[7];
- Орден Святої Анни 4 ступеня з написом «За хоробрість» (11 лютого 1915 року за відзнаку в битвах з ворогом)[8];
- Орден Святого Станіслава 3 ступеня з мечами та бантом (10 жовтня 1915 року затверджене нагородження командувачем 8-ю армією за відзнаку в битвах з ворогом)[9];

## Зазначення
1. ↑  Державний архів Кіровоградської області. Список учнів і сторонніх осіб, які витримали іспит зрілості в 1906 році. Ф. 499 опис 1 справа 582 С. 4 [Архівовано 30 листопада 2016 у Wayback Machine.](рос.)
2. ↑  Высочайшие приказы о чинах военных. 1910 г., июль — сентябрь. Санкт-Петербург. 1910. С. 253 [Архівовано 10 вересня 2017 у Wayback Machine.](рос. дореф.)
3. ↑  Высочайшие приказы о чинах военных. 1913 г., 1 сентября — 31 декабря. Санкт-Петербург. 1913. С. 460 [Архівовано 15 березня 2017 у Wayback Machine.](рос. дореф.)
4. ↑  Высочайшие приказы о чинах военных. 1916 г., 1 марта — 31 марта. Санкт-Петербург. 1916. С. 635 [Архівовано 14 березня 2017 у Wayback Machine.](рос. дореф.)
5. ↑  Волков С. В. База даних «Учасники Білого руху в Росії» на січень 2014. Літера Б. С.185 [Архівовано 9 липня 2017 у Wayback Machine.](рос.)
6. ↑  Участники Белого движения в России//Военные архивы и списки погибших солдат [Архівовано 31 жовтня 2020 у Wayback Machine.](рос.)
7. ↑  Высочайшие приказы о чинах военных. 1915 г., январь — февраль. Санкт-Петербург. 1915. С. 951 [Архівовано 30 травня 2017 у Wayback Machine.](рос. дореф.)
8. ↑  Высочайшие приказы о чинах военных. 1915 г., январь — февраль. Санкт-Петербург. 1915. С. 955 [Архівовано 30 травня 2017 у Wayback Machine.](рос. дореф.)
9. ↑  Высочайшие приказы о чинах военных. 1915 г., 1-31 октября. Санкт-Петербург. 1915. С. 316 [Архівовано 15 березня 2017 у Wayback Machine.](рос. дореф.)